# Pet Your Friends
Pet Your Friends è un album del gruppo alternative rock statunitense Dishwalla, pubblicato nel 1995 dalla A&M Records.

## Il disco
L'unico singolo di successo dell'album è Counting Blue Cars (il terzo singolo estratto dall'album), che è riuscito a piazzarsi nella classifica Top 40. La canzone fece guadagnare al gruppo lo stato di one-hit wonder (in pratica "gruppo che viene ricordato per un unico pezzo"), come ancora oggi è ricordata la band di quel periodo.
Il quarto singolo estratto dall'album, Charlie Brown's Parents, è diventato abbastanza famoso nei concerti, anche se non è mai stato veramente un successo in termini di vendite. Counting Blue Cars è stata realizzata anche in versione acustica ed "extended", versione diventata molto popolare alla radio.

## Tracce
1. Pretty Babies (Dishwalla/Kolanek) - 5:31
2. Haze (Dishwalla) - 4:21
3. Counting Blue Cars (Dishwalla/Kolanek) - 4:51
4. Explode (Dishwalla) - 3:03
5. Charlie Brown's Parents (Dishwalla/Kolanek) - 5:17
6. Give (Dishwalla) - 5:25
7. Miss Emma Peel (Dishwalla) - 4:06
8. Moisture (Dishwalla/Kolanek) - 5:26
9. The Feeder (Dishwalla) - 3:59
10. All She Can See (Dishwalla/Kolanek) - 3:46
11. Only for So Long (Dishwalla) - 3:28
12. Date With Sarah - 4:27 (traccia nascosta)
13. It's Going to Take Some Time (Carol King/Toni Stern) - 4:17  (bonus track per la versione UK)

## Formazione

### Gruppo
- J.R. Richards - voce, organo, pianoforte, tastiere, organo Hammond, Roland Juno 6
- Rodney Browning - chitarra, voce
- Scot Alexander - basso, tastiere, tabla, voce, bells, Roland Juno 6
- George Pendergast - batteria, percussioni, voce
- Jim Wood - tastiere

### Altri musicisti e tecnici
- Ian Cross - chitarra, ingegnere del suono
- Andy Kravitz - programmazione, produzione, ingegnere del suono
- Bob Ludwig - mastering
- Phil Nicolo - programmazione, produzione, ingegnere del suono, missaggio
- David Young - produttore esecutivo
- Dishwalla - programmazione, produttore
- Eric Flickinger - assistente di studio
- Michael Lavine - fotografia
- Dirk Grobelny - ingegnere del suono
- Mark Mazzetti - produttore esecutivo
- Sunja Park - direzione artistica
- Brian Lee - mastering
- Tulio Torrinello, Jr. - assistente di studio
- Jone Pedersen - modella in copertina
- Jon Brenneis - fotografia

## Classifiche

### Album
- 1996 Pet Your Friends         The Billboard 200 No. 89
- 1996	Pet Your Friends	 Heatseekers No. 1

### Singoli
- 1996 Counting Blue Cars       The Billboard Hot 100 No. 15
- 1996	Charlie Brown's Parents  Mainstream Rock Tracks	    No. 24
- 1996	Counting Blue Cars	 Mainstream Rock Tracks	    No. 2
- 1996	Counting Blue Cars	 Modern Rock Tracks	    No. 1
- 1996	Counting Blue Cars	 Adult Top 40	            No. 5
- 1996	Counting Blue Cars	 Top 40 Mainstream	    No. 4